# Jowku, Hospet
Jowku là một làng thuộc tehsil Hospet, huyện Bellary, bang Karnataka, Ấn Độ.